# The Gene Generation
The Gene Generation (br:Hackers - Ladrões de Vida) é um filme de ficção científica lançado em 2007 dirigido por Pearry Teo. 

## Sinopse
Em um mundo futurista, Michelle vive na batalha diária contra hackers de DNA que usam suas habilidades para entrar em corpos humanos e então matá-los. Michelle é uma assassina contratada para caçar os manipuladores do código genético. Destemida, ela vive com seu irmão mais novo, Jackie, a quem ela tenta manter longe de problemas. Jackie se envolve em um assalto e entra para o mundo dos hackers de DNA liderados por Shylocks. Michelle vai ajudar seu irmão e os dois acabam envolvidos com ladrões de DNA.

## Elenco
| Ator/Atriz           | Personagem       |
| -------------------- | ---------------- |
| Bai Ling             | Michelle         |
| Parry Shen           | Jackie           |
| Alec Newman          | Christian        |
| Michael Shamus Wiles | Solemn           |
| Faye Dunaway         | Josephine Hayden |
| Robert David Hall    | Abraham          |
| Rebecca Parisi       | Julianne         |